# Estudos ambientais

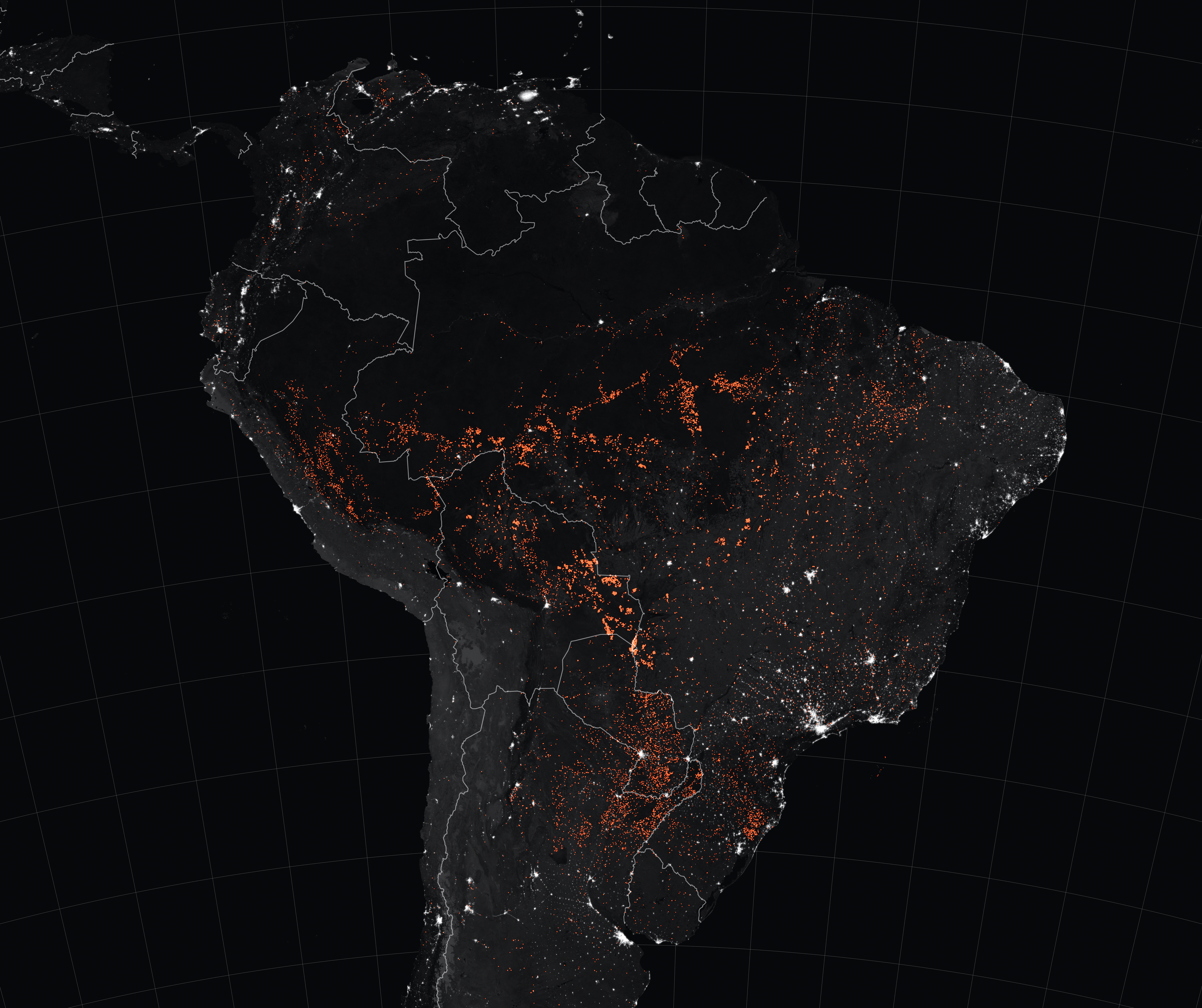
Imagens de satélite dos pontos de incêndio

Os estudos ambientais são um campo interdisciplinar de pesquisa sobre o mundo não-humano e sua interação com as coletividades humanas. Reúne uma variedade de disciplinas e sub-disciplinas institucionalmente consolidadas, que conectam-se em pontos de convergência, incluindo grandes áreas como as ciências ambientais, as humanidades ambientais e as ciências socioambientais. Alguns enfoques incluem - a gestão de recursos naturais, biodiversidade, poluição, a dimensão social das transformações ambientais, e a ecologia humana.